# To Live Is to Die
«To Live Is to Die» (с англ. — «Жить — значит умирать») — инструментальная композиция группы Metallica, посвящённая Клиффу Бёртону.
Композиция вышла под номером 8 в 4-м альбоме группы — …And Justice for All. Она была записана с новым бас-гитаристом Джейсоном Ньюстедом, который пришёл на замену погибшему Клиффу Бёртону.
Эта песня почти вся играется в минорной тональности, что придаёт ей грустное звучание. Вживую полностью песня исполнялась лишь раз — 7 декабря 2011 года на концерте, посвященному тридцатилетию Metallica. До этого песня иногда игралась отдельными частями (например, на концертном альбоме Live Shit, на 3 диске, перед песней Master of Puppets).

## Посвящение Клиффу Бёртону
27 сентября 1986 года в автокатастрофе погиб молодой басист Metallica — Клифф Бёртон (полное имя — Клиффорд Ли Бёртон).
Смерть басиста оказалась ужасной трагедией для всей группы. Он был для них не только настоящим наставником, музыкальным и ментальным, но и их лучшим другом. В то время Metallica была на грани распада, но участники группы посчитали, что Клифф не пожелал бы распада группы, и через некоторое время на его место взяли нового басиста — Джейсона Ньюстеда.
«To Live Is to Die» — это своеобразный реквием Клиффу Бёртону. Музыка, которая звучит в этой песне была написана по наработкам Клиффа, которые он записал перед своей смертью.
Начинается все с партии акустической гитары, играющей крещендо в испанском стиле. Под размеренные ударные она повторяет одни и те же ноты.
С затиханием гитары приближается тяжелая, но медленная ритм-секция — ударные стучат резко и громко, играют агрессивные гитарные риффы. После нескольких смен ритма появляется мелодия Кирка, звучащая зловеще и грустно одновременно.
В середине, с очередным изменением мелодики, сыгранной двумя гитарами в терцию, она предваряет новую часть — медленную, спокойную, лиричную.
Электрогитара на чистом звуке звучит здесь несколько мутно. Звук присоединяющейся виолончели на самом деле является сильно искаженным звуком электрогитары. В этой части идет гитарное соло, сыгранное уже Хэтфилдом. Затем ритм ускоряется, затем остается снова мелодия, сыгранная в терцию и затем продолжаются тяжелые риффы и партия ударных. Хотя «To Live Is to Die» является инструментальной композицией, ближе к концу песни появляются слова:

When a man lies he murders

Some part of the world

These are the pale deaths 

Which men miscall their lives
All this I cannot bear

To witness any longer

Cannot the kingdom of salvation

Take me home?…

Эти слова были написаны Паулем Герхардтом, но авторство часто неверно причисляют самому Клиффу.
На русский язык их можно перевести так:

Когда человек лжёт, он убивает 

Какую-то часть мира.

Это бледные смерти,

Которые люди ошибочно называют своими жизнями.
Я не могу больше

Быть свидетелем всего этого.

Не может ли Царство небесное

Забрать меня домой?… 

Хэтфилд тихо и невнятно проговаривает эти слова от лица самого Клиффа. После повторения тяжелых риффов, звучавших на протяжении композиции и заканчивающихся диминуэндо, следует последняя часть, полностью совпадающая с вступлением.